# Arji, Virajpet
Arji là một làng thuộc tehsil Virajpet, huyện Kodagu, bang Karnataka, Ấn Độ.